# Cyrille et Méthode
Cyrille (en grec : Κύριλλος ; en vieux slave : Кѷриллъ), aussi appelé Constantin le Philosophe, né vers 827 ou 828 à Thessalonique et mort le 14 février 869 à Rome, et son frère Méthode (en grec : Μεθόδιος ; en vieux slave : Меѳодїи), évêque de Sirmium né entre 815 et 820 à Thessalonique et mort le 6 avril 885 en Grande-Moravie (probablement à Velehrad, où il est enterré dans la cathédrale), sont connus comme « les Apôtres des Slaves », c'est-à-dire ceux qui ont évangélisé les peuples slaves de l'Europe centrale. On leur attribue la conception de l'alphabet glagolitique. Au IXe siècle, leur mission en Grande-Moravie marqua le début d'une ère nouvelle pour les peuples slaves, non seulement dans le domaine religieux mais aussi dans le développement linguistique et culturel.
L'Église orthodoxe fête le natalice de Cyrille le 14 février, celui de Méthode le 6 avril et la synaxe des deux saints isapostoles le 11 mai. L'Église catholique fête les deux saints le 14 février depuis 1970, après avoir assigné leur fête au 5 juillet en 1880 et au 7 juillet en 1897. L'Église catholique de Tchéquie et de Slovaquie les fête le 5 juillet. Le 31 décembre 1980, le pape Jean-Paul II les a proclamés co-patrons de l’Europe avec saint Benoît. Jusqu'à la fin du neuvième siècle, la langue officielle d'écriture des Bulgares était le grec. Le génie de Byzance, incarné en Constantin - Cyrille et Méthode, a guidé Slaves et Bulgares vers une culture d'expression slave.

## Jeunesse
Fils d'un drongaire du thème de Thessalonique nommé Léon, et d'une mère appelée Marie, ils appartenaient à une fratrie de sept frères dont Constantin était le benjamin. Leur père étant mort alors que Constantin avait quatorze ans (donc en 841/42), le premier ministre Théoctiste les prit sous sa protection. Constantin, particulièrement, reçut une brillante éducation à Constantinople, sous l'égide, notamment, de Léon le Mathématicien et de Photius, et il fut bientôt connu, sous le nom de « Constantin le Philosophe », comme l'un des hommes les plus savants de la capitale.
Les deux frères entamèrent des carrières de fonctionnaires, Méthode dans l'administration provinciale, Constantin dans la diplomatie : il participa à une ambassade à Bagdad auprès du calife Jafar al-Mutawakkil. Méthode fut le premier des deux à entrer en religion, en 856, dans un monastère du mont Olympe de Bithynie (à environ quarante ans), mais Constantin le rejoignit peu après (âgé de 28/29 ans). Selon leurs Vies, ils se consacrèrent alors aux « livres » : il est probable, en fait, qu'ils commencèrent alors leurs travaux sur la mise au point de l'alphabet glagolitique et d'une liturgie et d'une littérature religieuse en langue slave.
On sait que l'alphabet existait en 863 et il a dû exiger plusieurs années de travail. Leur région de naissance, autour de Thessalonique, était en grande partie peuplée de Slaves, et leur mère, Marie, était peut-être d'origine slave, puisqu'ils parlaient apparemment la langue.

## Mission chez les Khazars
En 860, les deux frères, selon la tradition (ou peut-être Constantin seul), sont envoyés en mission chez les Khazars, peuple des steppes établis au nord de la mer Noire et qui a embrassé le judaïsme au IXe siècle. Selon la tradition hagiographique, ils auraient accompli de nombreuses conversions au christianisme au cours de cette mission. D'autre part, ils auraient alors retrouvé en Crimée les reliques du pape Clément Ier, qu'ils devaient apporter à Rome en 868.
Peu après leur retour, en 862, le prince Rastislav de Grande Moravie envoya une ambassade à Constantinople pour demander des clercs capables d'instruire ses sujets dans le christianisme dans leur propre langue. C'est alors, selon les hagiographes, que les deux frères auraient inventé l'alphabet glagolitique et traduit la Bible (et les principaux textes religieux grecs), en se basant sur la langue slave pratiquée dans la région de Thessalonique d'où ils venaient en quelques semaines ou mois (862-63). Cependant, il s'agissait sûrement de leur part d'une entreprise plus ancienne. Cette initiative a non seulement facilité la diffusion du christianisme mais a également jeté les bases de la littérature et de l'enseignement écrits en langues slaves.

## Christianisation de la Bohême et de la Moravie avant Cyrille et Méthode

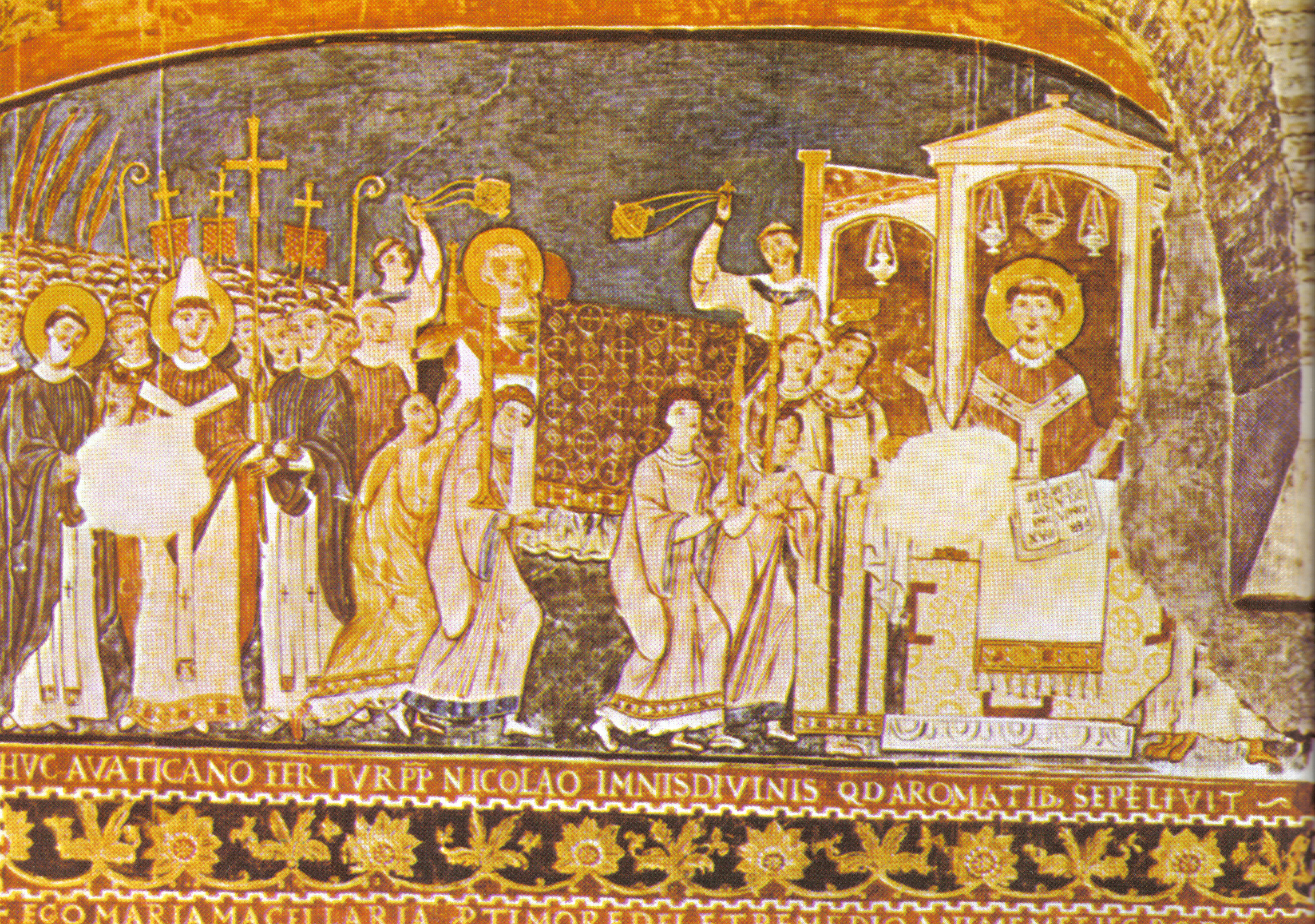
Saint Cyrille et saint Méthode reçus par le pape (basilique Saint-Clément, Rome)

En 843, en vertu du traité de Verdun, l'empire franc est divisé en trois États distincts. La Francie orientale, qui deviendra plus tard le Saint-Empire romain germanique, se considère comme l'héritière de l'empire de Charlemagne et de son ambition d'une expansion de l'empire et de l'Église catholique en Europe centrale. Dans la première moitié du IXe siècle, à partir des évêchés de Salzbourg, de Ratisbonne et de Passau, des missionnaires francs pénètrent en Bohême, Moravie et dans la région qui s'étend de la Slovaquie à la Carinthie.
Les aristocrates moraves et tchèques adoptent le style de vie et la religion des aristocrates francs. Rastislav (ou Rostislav) qui prend le pouvoir en Grande-Moravie en 846 est sans nul doute chrétien et il a prêté serment de fidélité au roi de Francie orientale Louis II le Germanique. Il étend rapidement son influence à la Bohême et entre alors en conflit avec Louis le Germanique.
Vers 860, l'entourage de Rastislav se décide à demander l'appui du pape pour renforcer à la fois son État et la chrétienté. En 862, il effectue le même type de requête à Byzance : Une ambassade est envoyée auprès des deux chefs, spirituel et temporel, de la chrétienté orientale : le patriarche Photius et l'empereur Michel III.

## Évangélisation de la Bohême et de la Moravie par Cyrille et Méthode
Michel III délègue alors en Moravie une mission dirigée par les deux frères pour y créer une Église de rite oriental et établir avec la Grande-Moravie des relations durables. Constantin et Méthode qui parlent le dialecte slave de Macédoine ont des facilités pour évangéliser ces peuples à qui ils enseignent une liturgie en langue slave. La mission byzantine étend vite son action à la Pannonie, provoquant ainsi l'opposition de l'archevêque de Bavière qui considère que ses droits sont violés. Mais à partir de 867, la situation est changée à Constantinople : Michel III est assassiné et le patriarche Photius démis de ses fonctions. Constantin et Méthode se rendent alors auprès du pape Adrien II, apportant à Rome les reliques supposées de Clément Ier qui sont accueillies avec grande vénération par le souverain pontife.
Méthode lui-même, ainsi que ses disciples Clément d'Ohrid, Gorazd, Naum, Angelar et Sava sont alors ordonnés prêtres et diacres, et le pape accepte l'usage du vieux slave comme langue liturgique, ce qui était un point très épineux en Occident, où seuls l'hébreu, le grec et le latin étaient reconnus comme langues religieuses légitimes. Adrien II consacre aussi Constantin évêque. Mais peu de temps après, en 869, ce dernier meurt à Rome, après être devenu moine sous le nom de Cyrille. Adrien II nomme alors Méthode archevêque de Sirmium, en Pannonie, évêque missionnaire pour les Slaves, chargé d'organiser une province ecclésiastique dans les régions à l'est de Salzbourg.
En 870, Méthode est emprisonné en Souabe à l'instigation des évêques allemands qui contestent sa juridiction et n'admettent pas sa liturgie ; il n'est libéré qu'en 873 sur l'intervention du pape Jean VIII. Appelé à Rome, il est approuvé par le pape Jean VIII, et consacré évêque du royaume de Grande-Moravie en juin 880, Le diocèse de Nitra (de) est érigé comme premier siège territorial du projet missionnaire de Méthode. En 881, il fait un dernier voyage à Constantinople où Photius a été rétabli comme patriarche. Il repart ensuite et meurt en Moravie en 885.

## Le vieux-slave et le cyrillique

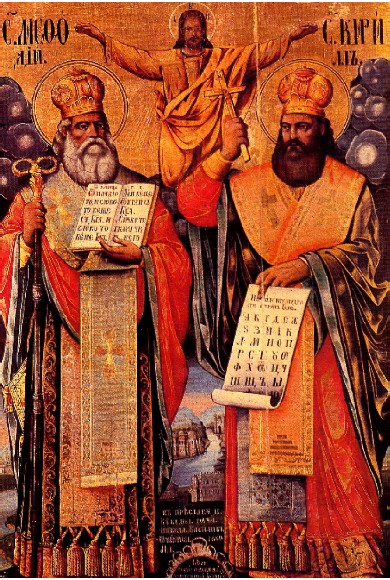
Icône de Bucarest (XIXe siècle).

L'œuvre de Cyrille et Méthode est de longue durée. Les Slaves leur doivent une culture exprimée en langue vernaculaire, le vieux-slave, et un accès à la culture byzantine. L'œuvre missionnaire de saint Cyrille et saint Méthode date d'une époque où, malgré la tension qui s'accroît entre l'Orient et l'Occident, la chrétienté a encore le sentiment de former un seul corps.
Avec Cyrille et Méthode, les Slaves ont été dotés de leur premier alphabet et de leurs premiers textes religieux : évangile, psautier, épîtres, offices. Il semble que l'alphabet inventé par Cyrille ne soit pas l’alphabet connu sous le nom de « cyrillique » mais l’alphabet « glagolitique ». Le dialecte slave dans lequel les premiers textes ont été rédigés avec l'alphabet de Cyrille est celui de la région de Thessalonique. À cette époque, le slave présente encore une unité suffisante pour qu’un dialecte du littoral méditerranéen soit compris par des Slaves de l’Europe centrale.

## La poursuite de l'œuvre de Cyrille et Méthode
L'œuvre de Cyrille et Méthode se maintient jusqu'en 894 sous le règne de Svatopluk, neveu de Rastislav, qui constitua un empire de la Grande Moravie incluant, en plus de la Moravie, la Slovaquie, la Bohême, une partie du territoire des Serbes polabes, la Silésie, la région de Cracovie et celle du lac Balaton en Pannonie. Mais ensuite, les compagnons des deux frères doivent quitter la région, et le christianisme original qu'ils y avaient implanté tombe sous les coups du clergé germanique: l'évêque allemand Wiching (de) prend sa succession et rétablit le latin comme langue d'Église.
Cette dispersion des disciples, accélérée par la destruction du royaume de Moravie par les Magyars ruine en apparence l'œuvre de Méthode, mais permet en fait d'essaimer la liturgie et le nouvel alphabet dans les pays slaves, premièrement en Bulgarie, puis chez les Serbes et les Russes.

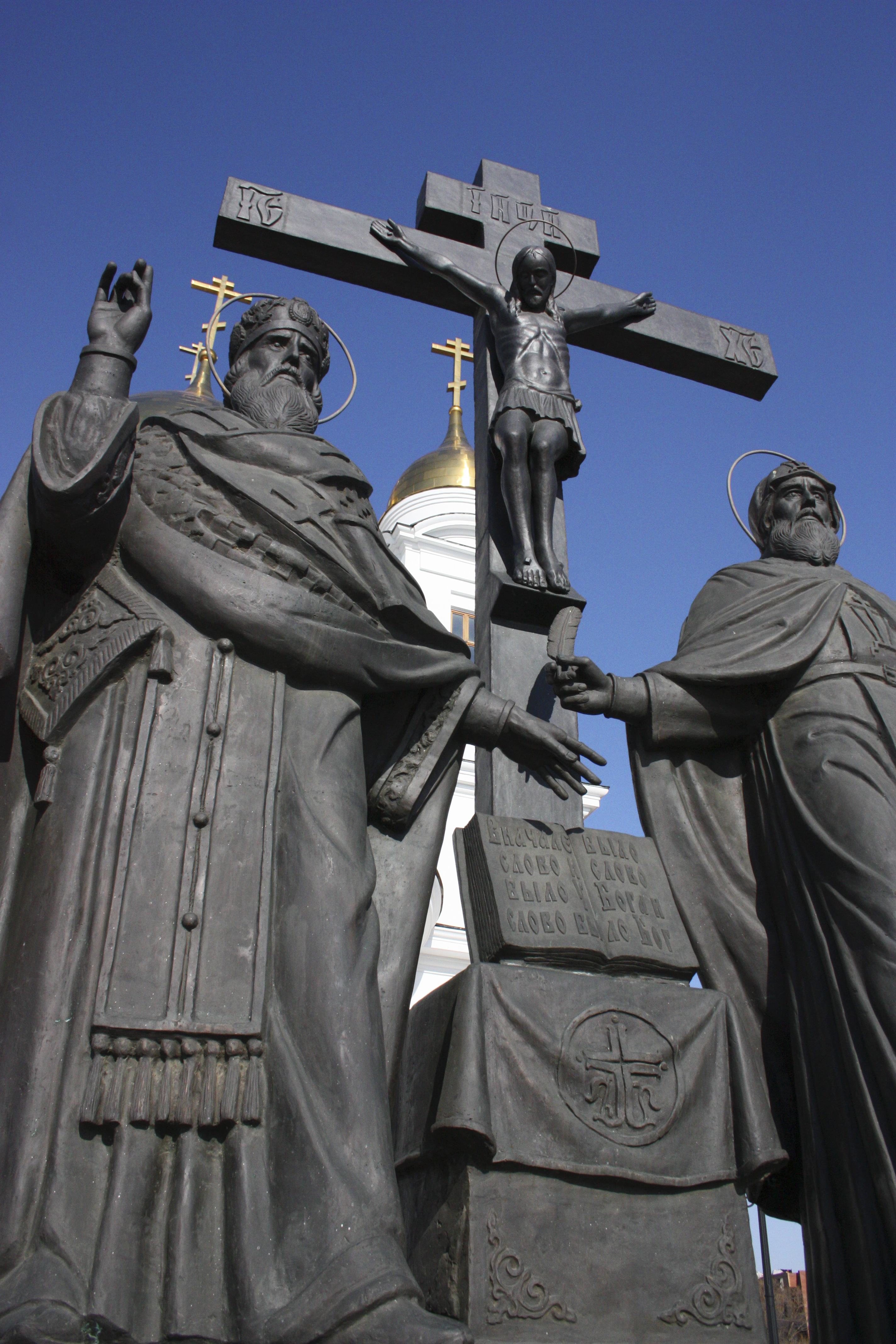
Statues de Cyrille et Méthode à Samara (Russie).

En Bulgarie, fin IXe siècle - début Xe siècle, deux centres sont particulièrement actifs, celui de l'école d'Ohrid avec Clément, Naum, Gorazd, Angelar et Sava, et l'École littéraire de Preslav avec Constantin de Preslav, Jean l'Exarque et Chrabr le moine. La Grande Moravie est remplacée par la Bohême où subsistent des monastères fidèles à la tradition de Méthode, et un double culte en latin ou en vieux-slovène. En Croatie blanche, c'est autour du monastère de Tynce à Cracovie que le rite vieux-slovène se diffuse. Malgré son mariage avec la princesse de Bohème Dubravka, le roi de Pologne nouvellement converti, Mieszko Ier opte pour le rituel latin. Deux métropolites coexistent pourtant, l'un à Gniezno en rituel latin et l'autre à Sandomir, sans doute en rite vieux-slave qui disparut au moment où le schisme fut officiel (1054).
Peu à peu se précise ainsi en travers de l'Europe, une frontière, non pas politique, mais bien réelle qui sépare le christianisme latin et le christianisme grec.
La contribution de Cyrille et Méthode est reconnue tant par l'Église orthodoxe que par l'Église catholique, chacune célébrant leur fête. Leur héritage se perpétue à travers les nombreuses écoles et universités nommées en leur honneur, ainsi que par les jours fériés nationaux dans plusieurs pays slaves célébrant leur mémoire.En Bulgarie, le 24 mai, se déroule la fête de l'écriture slave, de l'éducation et de la culture bulgare commémorant, entre autres, la mémoire des frères Cyrille et Méthode.